# Profit and Loss (Star Trek: Deep Space Nine)
"Profit and Loss" és el divuitè episodi de la segona temporada de la sèrie de televisió de ciència-ficció estatunidenca Star Trek: Deep Space Nine, el 38è de tota la sèrie. Originalment es va emetre en redifusió a partir del 21 de març de 1994. L'episodi va ser dirigit per Robert Wiemer amb un guió de Flip Kobler i Cindy Marcus.
Ambientada al segle XXIV, la sèrie segueix les aventures a Espai Profund 9, una estació espacial situada prop d'un forat de cuc estable entre els Quadrants Alfa i Gamma de la Via Làctia, prop del planeta Bajor, mentre els bajorans es recuperen d'una brutal ocupació de dècades pels imperialistes cardassians. En aquest episodi, el taverner Quark es retroba amb una antiga amant, només per descobrir que està involucrada en una intriga política perillosa. Aquest episodi desenvolupa la història del govern cardassià i de l'espia cardassià exiliat convertit en sastre Garak.
Aquest episodi s'estava filmant quan va tenir lloc el terratrèmol de Northridge de 1994 el 17 de gener d'aquell any. Armin Shimerman i Edward Wiley van deixar el lot de Paramount Pictures amb el maquillatge complet de ferengi i cardassià respectivament.

## Argument
La professora cardassiana Natima Lang (Mary Crosby) arriba a Espai Profund 9 amb els seus estudiants, Rekelen i Hogue, dissidents polítics decidits a reformar el govern militar opressiu cardassià. Lang i Quark van ser amants; Lang va acabar la relació després que Quark traís la seva confiança, i ara ella no vol tenir res a veure amb ell, però ell encara sent alguna cosa per ella.
Quan Lang veu Garak al bar de Quark, entra en pànic, endevinant que informarà el govern cardassià de la seva presència. Amb l'aparença d'una conversa sobre moda, Garak insinua a Quark que les creences radicals i els companys de Lang probablement la portaran a la mort. Quark ofereix a Lang la seva ajuda, però ella es nega, no confiant que es preocupi per ningú més que per ell mateix.
Mentrestant, arriba una nau de guerra cardassiana i amenaça l'estació. Garak explica a l'equip superior del DS9 que el Comandament Central Cardassià vol que lliurin Hogue i Rekelen, a qui descriu com a terroristes.
Quark ofereix a Hogue i Rekelen un dispositiu de camuflatge de contraban per ajudar-los a escapar, amb la condició que Lang es quedi amb ell. Lang té una discussió amb Quark, durant la qual ella dispara accidentalment un fàser a Quark, atordint-lo. Horroritzada, Lang finalment admet que encara l'estima i Quark finalment aconsegueix convèncer-la que es quedi.
Lang i els seus estudiants són arrestats pel cap de seguretat Odo: el govern bajorà ha acceptat lliurar-los als cardassians a canvi de l'alliberament de diversos presoners bajorans. Un antic rival de Garak, Gul Toran, li diu a Garak que el Comandament Central vol que els presoners morin; a canvi de matar-los, Garak podrà tornar a Cardassia.
Quark convenç Odo perquè alliberi Lang i els seus estudiants. Garak els saluda a la seva nau, on es lamenta que ara també ha de matar Quark. Apareix Toran, revelant que només va utilitzar Garak per saber on es trobaven Hogue i Rekelen; l'oferta de retornar a Cardassia era una mentida. Garak li dispara i permet que Lang, Hogue i Rekelen escapin. Lang convenç Quark perquè la deixi marxar, prometent tornar amb ell quan la seva feina de reforma del govern cardassià hagi acabat. Quark la deixa marxar amb tristesa.
Un cop ella marxa, Quark pregunta per què Garak va disparar a Toran, i Garak pregunta per què Quark va deixar anar Lang. "No tenia cap altra opció, l'estimo", diu Quark. Garak respon: "I estimo Cardassia, cosa que explica el que vaig fer".

## Actors convidats
- Mary Crosby - Natima
- Andrew Robinson - Elim Garak
- Michael Reilly Burke - Hogue
- Heidi Swedberg - Rekelen

## Temes
La història s'inspira en la pel·lícula Casablanca (1942) de Michael Curtiz. El títol inicial de l'episodi era "Here's lookin' at you", que es va canviar per motius legals. El paper de Quark correspon al personatge Rick (Humphrey Bogart), Natima Lang correspon a Ilsa Lund (Ingrid Bergman), Hoeg i Rakelen corresponen a Victor László (Paul Henreid), Garak correspon al capità Renault (Claude Rains) i Gul Toran al major Strasser (Conrad Veidt); el dispositiu de camuflatge compleix la funció dels visats de trànsit. Altres referències massa òbvies van ser canviades pels productors per evitar problemes legals.

## Producció
En aquest episodi, l'estrella convidada principal és Mary Crosby, que interpreta el paper de Natima Lang. Mary és la filla de Bing Crosby i la tieta de Denise Crosby, que havia interpretat Tasha Yar a Star Trek: La nova generació.
Al productor Ira Steven Behr no li va agradar aquest episodi, perquè creia que feia que Quark semblés massa heroic. Tanmateix, el maquillador Michael Westmore ha declarat que l'escena d'amor entre Quark i Natima Lang en aquest episodi va ser una de les seves escenes preferides de Star Trek. Li va agradar molt l'escena perquè, malgrat el maquillatge prostètic pesat, era una simple escena romàntica entre dues persones enamorades i el maquillatge perd completament importància. Armin Shimerman (Quark) i Mary Crosby (Natima Lang) es retocaven el maquillatge cada vegada que els actors es besaven, ja que el seu maquillatge vermell-taronja es barrejava amb el seu maquillatge gris clar.
Durant el rodatge, un terratrèmol de magnitud 6,7 va colpejar el 17 de gener de 1994 a les 4:31 del matí, mentre Armin Shimerman, Mary Crosby, Edward Wiley i altres actors que necessitaven molt de maquillatge es preparaven per a la crida de l'equip. La majoria dels actors del tràiler de maquillatge (encara amb maquillatge) van córrer cap als seus cotxes i van conduir cap a casa per veure com estaven les seves famílies. Mentre conduïen pels carrers de Los Angeles, molts dels actors van espantar molts altres conductors amb el seu estrany maquillatge alienígena. Segons Armin Shimerman, "va espantar molt a la gent" amb la seva aparença alienígena.
Michael Reilly Burke, que interpreta Hogue, també havia actuat a Star Trek: La Nova Generació, però no com el mateix personatge.

## Recepció
Keith DeCandido va qualificar "Profit and Loss" a "tor.com" el 2013 com un episodi lleugerament per sota de la mitjana de "Star Trek: Deep Space Nine". Li va agradar la representació d'Armin Shimerman de Quark en un paper inusualment romàntic, així com l'expansió de la cultura cardassiana mitjançant la introducció del moviment dissident. Tanmateix, va criticar l'episodi per no diferenciar-se del seu model, "Casablanca", i per això, la trama i els personatges pateixen. Per tal de permetre que Quark sigui l'heroi, Odo i Sisko en aquest episodi semblen increïblement febles i sorprenentment desinteressats a evitar l'extradició de Lang i els seus estudiants. Tampoc queda clar per què Toran exigeix que Garak els executi quan la seva extradició ja s'ha negociat. A DeCandido tampoc li va agradar l'actuació de Mary Crosby, que no va retratar de manera convincent ni l'amor de Lang per Quark o la seva obra.

## Llançaments
L'1 d'abril de 2003, la temporada 2 de Star Trek: Deep Space Nine es va publicar en discs de vídeo DVD, amb 26 episodis en set discs.
Aquest episodi es va publicar el 2017 en DVD amb la caixa recopilatòria de la sèrie completa, que tenia 176 episodis en 48 discs.